# プールボランティア
プールボランティア（プール・ボランティア）とは、スイミング・プールで行われるボランティア活動、またはそれを担う人材をいう。プールボランティアでは、スイミング・プールの利用が単独では困難な障害者や障害児、高齢者への介助に加え、泳法指導や運動機能の回復訓練（リハビリテーション）が行われる。
「プール・ボランティア」という用語は、1999年に大阪で設立されたNPO法人プール・ボランティアによる造語で同団体の商標登録であるが、最近では一般的に広く使われるようになっている。「プールでボランティアをする」というだけの単純な内容ではあったが、2000年頃はプールでボランティア活動するという概念自体がなかった。

## プールボランティアに取り組む主要な団体
- NPO法人ゆめけん（東京都）

- NPO法人ウィズチャレンジド（東京都）

- 一般社団法人輝水会（東京都）

- 一般社団法人日本アクアサイズ協会（東京都）

- NPO法人楽しいスポーツを支援する会（神奈川県）

- NPO法人プール・ボランティア（大阪府）

- NPO法人SMIS（スマイス、大分県）